# Five Finger Exercise

Five Finger Exercise est un film américain réalisé par Daniel Mann et sorti en 1962.

## Fiche technique
- Réalisation : Daniel Mann
- Scénario : Frances Goodrich, Albert Hackett d'après une pièce de Peter Shaffer
- Production : Columbia Pictures, Sonnis Corporation
- Genre : Drame[1]
- Photographie : Harry Stradling Sr.
- Musique : Jerome Moross
- Montage : William A. Lyon
- Durée : 109 minutes
- Dates de sortie: 
  - 19 avril 1962 ( États-Unis)
- Affiche : Macario Gómez Quibus (Espagne)

## Distribution
- Rosalind Russell : Louise Harrington
- Jack Hawkins : Stanley Harrington
- Richard Beymer : Philip Harrington
- Annette Gorman (VF : Chantal Macé) : Pamela Harrington
- Maximilian Schell : Walter
- Lana Wood : Mary
- Terry Huntingdon : Helen